# Human's Lib
Human's Lib är den brittiske musikern Howard Jones debutalbum. Skivan utgavs den 5 mars 1984 och gick in på förstaplatsen på UK Singles Chart. Albumet har sålt i över 600 000 exemplar och blivit tilldelat dubbel platina.
Fyra låtar släpptes som singlar i England och samtliga nådde topp 20: "New Song", "What is Love?", "Hide And Seek" och "Pearl in the Shell". "New Song" och "What is Love?" hamnade även på den amerikanska Billboardlistan. "Equality" släpptes som singel i Sydafrika, som en reaktion mot apartheid i landet.
"China Dance", en instrumental låt, släpptes som en bonuslåt på CD-utgåvan av albumet.

## Låtlista
Samtliga låtar är komponerade av Howard Jones, om intet annat anges. 
| 1. | Conditioning (musik Jones, text Bill Bryant)   | 4:32 |
| 2. | What Is Love? (musik Jones, text Bryant/Jones) | 3:45 |
| 3. | Pearl in the Shell                             | 4:03 |
| 4. | Hide and Seek                                  | 5:34 |
| 5. | Hunt the Self (musik Jones, text Bryant/Jones) | 3:42 |

| 6.  | New Song                                  | 4:15 |
| 7.  | Don't Always Look at the Rain             | 4:13 |
| 8.  | Equality (musik Jones, text Bryant/Jones) | 4:26 |
| 9.  | Natural (musik Jones, text Bryant)        | 4:25 |
| 10. | Human's Lib (musik Jones, text Bryant)    | 4:03 |